# أموري فاسيلي
أموري فاسيلي (بالفرنسية: Amaury Vassili) (ولد في 8 يونيوسنة 1989)،في مدينة روان غرب العاصمة باريس ويغني باللغة الكورسيكية ومثل بلده سنة 2011 في مسابقة الغناء الأوروبية يوروفيجن وبدأ الغناء سنة 2009 ولديه ثلاث ألبومات كلها بالكورسيكية

## وصلات خارجية
- أموري فاسيلي على موقع ميوزك برينز (الإنجليزية)
- أموري فاسيلي على موقع ديسكوغز (الإنجليزية)